# Takahashi Rumiko
Takahashi Rumiko (高橋 留美子 (Cao Kiều Lưu Mỹ Tử)), sinh ngày 10 tháng 10 năm 1957, là một họa sĩ truyện tranh người Nhật Bản. Với một số tác phẩm thành công về mặt thương mại, bắt đầu với Urusei Yatsura vào năm 1978, Takahashi là một trong những mangaka giàu có và nổi tiếng nhất Nhật Bản. Các tác phẩm của bà được yêu thích trên toàn thế giới, nơi chúng đã được dịch sang nhiều thứ tiếng khác nhau, với hơn 200 triệu bản được lưu hành. Bà đã hai lần giành được giải Manga Shogakukan, một lần vào năm 1980 cho Urusei Yatsura và một lần vào năm 2001 cho Inuyasha, và hai lần giành giải Seiun, một lần vào năm 1987 cho Urusei Yatsura và một lần vào năm 1989 cho Mermaid Saga. Bà cũng nhận được giải Grand Prix de la ville d'Angoulême vào năm 2019, trở thành người phụ nữ thứ hai và là người Nhật Bản thứ hai giành được giải thưởng này. Năm 2020, chính phủ Nhật Bản đã trao tặng cho Takahashi Huân chương với Ruy băng tím vì những đóng góp của bà cho nền nghệ thuật.

## Tiểu sử và sự nghiệp

### Tuổi thơ và khởi đầu sự nghiệp
Takahashi Rumiko chào đời vào ngày 10 tháng 10 năm 1957 tại Niigata, Nhật Bản. Theo một bài viết, vào thuở nhỏ niềm yêu thích manga của Rumiko không hơn gì so với những đứa trẻ khác, cô cũng hay vẽ nguệch ngoạc vào các trang vở của mình nhưng chưa hề nghĩ gì đến việc sẽ trở thành một mangaka chuyên nghiệp. Tuy nhiên trong một bài phỏng vấn năm 2000, chính Takahashi Rumiko lại khẳng định: "'Tôi luôn muốn trở thành một họa sĩ truyện tranh chuyên nghiệp, ngay từ khi tôi còn là một đứa con nít." Khi vào học khoa văn của trường Đại học Nihon Josei (Nihon Josei daigaku - Đại học Phụ nữ Nhật Bản), Rumiko bắt đầu tham gia Gekiga Sonjuku, một trường học nổi tiếng về manga theo trường phái kịch họa (劇画, gekiga) do magaka lừng danh Koike Kazuo sáng lập và bắt đầu con đường sáng tác của mình. Chính nhờ sự hướng dẫn của Koike mà Rumiko đã học được rất nhiều kiến thức quan trọng cũng như nâng cao "tay nghề" của mình lên rất nhiều, đặc biệt là hiểu được tầm quan trọng về tính cách đa dạng của các nhân vật, từ đó hình thành nên phong cách xây dựng nhân vật độc đáo của mình. Và kể từ lúc đó, cô sinh viên Rumiko đã bắt đầu tìm được công việc mà mình thật sự yêu thích. Nhận xét về Gekiga Sonjuku, Rumiko nói: "Tôi không thấy nó giống như một trường học, tôi thấy nó giống như tham gia một câu lạc bộ."
Cũng trong thời gian ở Gekiga Sonjuku, Rumiko đã cùng làm việc với Yamamoto Atsuji và làm trợ lý cho Umezu Kazuo, một mangaka nổi tiếng về truyện kinh dị. Và ở Nihon Josei cô cũng trở thành bạn thân của mangaka Meijiro Hanako và tiểu thuyết gia Hikawa Reiko.
Năm 1976, Rumiko chính thức bước vào con đường của một mangaka chuyên nghiệp, khởi đầu bằng việc xuất bản các truyện ngắn trong tập san của Câu lạc bộ Manga trường Nihon Josei. Các tác phẩm đầu tay của cô lúc đó có thể kể đến như là Thus A Half of Them Are Gone, Bye-Bye Road. Phải nói, sự lựa chọn để trở thành một mangaka chuyên nghiệp của Rumiko là một quyết định hết sức khó khăn. Cô đã gặp không ít trở ngại, từ kinh phí cho đến việc thiếu vắng sự ủng hộ của gia đình. Đồng thời, tính cạnh tranh của công việc này thật sự rất cao, thêm nữa ở Nhật Bản, thất bại trong tìm kiếm việc làm sẽ ảnh hưởng cực lớn đến tương lai. Cụ thể là, nếu Rumiko không tìm được công việc cho mình, chỉ trong vòng vài năm, cô sẽ không còn có cơ hội đó nữa vì khi đó, Rumiko sẽ bị các mangaka trẻ hơn nhưng năng lực không hề kém cạnh qua mặt. Và ở Nhật Bản các sinh viên chưa ra trường thường đăng ký trước công việc của mình với các công ty, vì vậy họ thường không có đủ chỗ cho những người xin việc khác, dù có bằng cấp đi chăng nữa.
Hồi tưởng lại thời gian này, Rumiko đã từng nói rằng:
| “                   | Khả năng thành công là có, nhưng cũng có nhiều khó khăn sẽ đến với bạn. Đúng là ở Nhật Bản thì bạn có nhiều cơ hội thành công hơn, nhưng khi bạn thất bại thì sẽ mất tất cả. Vì vậy bạn phải quyết định và theo đuổi quyết định đó. Trong trường hợp của tôi, thành công không đến ngay mà nó cần thời gian trước khi mọi việc bắt đầu diễn ra trôi chảy. Tất nhiên, cách tốt nhất để tìm ra giải pháp là cứ theo đuổi nó, chờ một vài năm và luôn hy vọng điều tốt đẹp nhất sẽ xảy ra với mình. | ” |
| — Takahashi Rumiko, | |   |

### Giai đoạn 1978-1987
Nhưng rồi, các tác phẩm của nữ mangaka trẻ tuổi này đã được nhà xuất bản Shogakukan để ý. Bà nhanh chóng được Shogakukan giới thiệu tham gia sáng tác cho Shonen Sunday (Thiếu niên chủ nhật), một tạp chí manga hàng tuần cho nam giới. Cũng chính Shonen Sunday sau đó đã trở thành nơi đăng các tác phẩm lớn của Takahashi như Urusei Yatsura, Một nửa Ranma và Inu Yasha về sau.
Tác phẩm đầu tiên Takahashi viết ở Shonen Sunday mang tên là Selfish Aliens, đó cũng là manga dài hơi đầu tiên của bà dưới tư cách là một họa sĩ chuyên nghiệp. Nhưng ban đầu, việc viết truyện với cường độ 1 chương/tuần cho một tuần báo như Shonen Sunday là quá căng thẳng đối với một mangaka trẻ tuổi. Hơn nữa, Takahashi cũng đang bận bịu với một số truyện ngắn khác, nên không thể dốc toàn lực vào Selfish Aliens. Phải nói lúc đó bà thường xuyên trễ hẹn trong việc viết bài, và các chương truyện của Selfish Aliens thì lại không được đăng tải thường xuyên. Phải đợi đến năm 1980, thì Takahashi mới có thể cho ra đời đều đặn tác phẩm của mình.
Selfish Aliens đã nhận được giải thưởng Nghệ sĩ mới (New Artist Award), đó là một sự khích lệ lớn cho Takahashi trong việc xuất bản những loạt truyện dài hơi của mình. Bản thân Selfish Aliens đã đi vào lịch sử manga với tên gọi Urusei Yatsura và được đông đảo otaku đón nhận nhiệt liệt trong suốt thập niên 1980. Việc một nữ mangaka mới 20 tuổi nhưng đã gặt hái thành công ngay trong lĩnh vực manga do "nam giới" thống trị đã đem lại cho Takahashi danh hiệu "ngôi sao khuấy động làng truyện tranh Nhật Bản".
Mặc dù vậy, cuộc sống của bà lúc này cũng chưa mấy dễ chịu. Takahashi lúc đó, cùng với hai phụ tá của mình phải sống trong một căn phòng bừa bộn chỉ rộng 150 feet vuông (khoảng 14 mét vuông), với hàng đống dụng cụ vẽ, truyện manga (làm tư liệu sáng tác) và những hộp thức ăn bày ngổn ngang. Tác giả nhiều khi đã phải ngủ ở nhà kho của khu chung cư do không chịu nổi căn phòng ấy. Nhưng đó lại là ý tưởng cho tác phẩm lớn thứ hai của Takahashi, Mezon Ikkoku (Nhà trọ Nhất Khắc) ra đời vào năm 1980, cùng thời điểm Urusei Yatsura bắt đầu ra mắt độc giả một cách thường xuyên. Việc viết hai tác phẩm cùng một thời gian chính là lý do Mezon Ikkoku được đăng trên Big Comic Spirit, một tạp chí cho phép Takahashi viết 1 chương truyện trong một thời gian dài đến 2 tuần. Sau đó đến năm 1981, Urusei Yatsura được dựng thành anime và ngày 13 tháng 10 cùng năm được trình chiếu khán giả. Đây là tác phẩm đầu tiên của Takahashi được dựng thành anime. Bộ phim này cũng đánh dấu một giai đoạn hợp tác lâu dài giữa Takahashi Rumiko và hãng phim Kitty Animation.
Năm 1987 có thể nói là một bước ngoặt quan trọng đối với Takahashi: kỉ niệm 10 năm trong nghề và kết thúc hai series nổi tiếng: Urusei Yatsura và Mezon Ikkoku, cũng như những loạt truyện trong giai đoạn tuổi 20 của bà. Trong hồi tưởng của mình, Takahashi Rumiko luôn nhớ về Urusei Yatsura và Mezon Ikkoku như những tác phẩm quan trọng trong giai đoạn này: "Tôi nghĩ rằng tôi đã dành phần lớn, không, đúng hơn là gần như toàn bộ tuổi hai mươi của mình cho Urusei Yatsura và Mezon Ikkoku. Nhưng tôi không hối hận - thật ra tôi rất mãn nguyện khi mình đã làm như vậy. Toàn bộ hồi ức tuổi hai mươi của tôi được khắc sâu trong hai bộ truyện này.".

### Giai đoạn 1987-1996
Giai đoạn này được mở đầu bằng Ningyo Shirīzu (Trường thiên Nhân ngư) hay còn được biết tới với cái tên Mermaid Saga. Sau Ningyo Shirīzu là Ichi-Pondo no Fukuin (Cú đấm Phúc Âm - còn được biết với tên tiếng Anh là One-Pound Gopsel) xuất bản trong tạp chí Young Sunday (một tạp chí phụ của Shonen Sunday). Hai tác phẩm này có cùng đặc điểm là được viết rời rạc, nhất là Ichi-Pondo no Fukuin. Những chương cuối cùng của Ichi-Pondo no Fukuin chỉ vừa mới được hoàn tất trong cuối thập niên 2000. Và vì không xuất bản trên Shonen Sunday, nên hai tác phẩm này có tính nội địa hơn và nặng về những mối quan hệ gia đình-xã hội thường ngày.
Chưa đủ bận rộn với việc viết hai tác phẩm nói trên cùng một lúc, cũng năm 1987, Takahashi đã cho ra đời "quả bom tấn" Ranma ½ (còn được biết tới ở Việt Nam với cái tên Một nửa Ranma), tác phẩm lớn thứ ba của mình. Cũng nhớ rằng trong giai đoạn cuối thập niên 1980, thị trường shōnen manga đang bị thống trị bởi các manga kiếm hiệp và võ thuật, ví dụ Bảy viên ngọc rồng của Toriyama Akira. Bản thân Takahashi cũng yêu thích thể loại manga này, đó là lý do Một nửa Ranma lấy ý tưởng căn bản từ võ thuật, mặc dù nó vẫn có những nét riêng của Takahashi. Giống như các tác phẩm khác, Một nửa Ranma cũng được chuyển thành anime, tuy nhiên cốt truyện của anime nhiều khi không bám sát manga, đánh giá về anime này cũng trồi lên sụt xuống khá nhiều và anime Một nửa Ranma không bao giờ được kết thúc do công ty sản xuất nó, Kitty Animation gặp nhiều khó khăn về tài chính và rút lui vào năm 1996.
Đến năm 1989, các manga của bà lần đầu tiên được dịch sang tiếng Anh, và được xuất bản ở Bắc Mỹ bởi Nhà xuất bản Viz Media, công ty con của Shogakukan. Về sau chính Viz Media là nơi chịu trách nhiệm xuất bản các tác phẩm của Takahashi. Tuy nhiên, đáng tiếc là manga được dịch sang tiếng Anh đầu tiên, Urusei Yatsura, lại không thành công vào lúc đầu. Nguyên do một phần là rào cản về văn hóa cùng với việc tiếp thị kém. Mặc dù vậy, một thời gian ngắn sau đó, manga của Takahashi đã nhanh chóng lên ngôi và chiếm được nhiều cảm tình đối với các độc giả nước ngoài, biểu hiện là Giải thưởng Inkpot tại Hội nghị Truyện tranh San Diego năm 1994. Một điều đáng chú ý là, trái với nhiều mangaka khác, Takahashi Rumiko đã trực tiếp giới thiệu các tác phẩm manga và anime của mình tới độc giả Phương Tây.
Ngày 6 tháng 7 năm 1995, Shogakukan tổ chức một buổi lễ mừng ngày ra mắt của ấn phẩm thứ 100 triệu của Takahashi: cuốn truyện Một nửa Ranma tập số 34. Người dẫn chương trình của buổi lễ chính là Hirano Fumi và Furukawa Toshio, hai diễn viên lồng tiếng cho nhân vật Lum và Ataru của bộ phim Urusei Yatsura. Tất nhiên là nhân vật chính của sự kiện, Takahashi Rumiko không thể không xuất hiện. Bên cạnh đó, buổi lễ còn có sự có mặt của hai nhân vật nổi tiếng khác: Wao Yoka, tác giả của truyện Tarazuka mà Takahashi yêu thích; mangaka lừng danh Adachi Mitsuru, người đã cùng làm việc tại Shonen Sunday với Takahashi, từng cộng tác lâu dài với Takahashi, có cùng phong cách vẽ đơn giản nhưng thanh lịch như Takahashi, và cùng đạt được 100 triệu ấn bản như Takahashi. Trong buổi lễ mừng này đã diễn ra trận "đấu vật" giữa nhân vật Saotome Genma trong Một nửa Ranma và Kotatsu-neko trong Urusei Yatsura. Kết quả "người chiến thắng thật sự là Takahashi Rumiko".

### Giai đoạn 1996-nay
Giai đoạn này được đánh dấu bằng sự ra đời của tác phẩm xuất sắc Sengoku Otogizoshi Inu Yasha (Chiến Quốc Ngự già Thảo tử Khuyển Dạ Xoa), hay còn được biết tới với cái tên Inu Yasha, bộ manga lớn thứ tư của Takahashi Rumiko. So với các tác phẩm trước kia của Takahashi Rumiko, Inu Yasha thể hiện một sự thay đổi rất lớn về mặt phong cách viết cũng như nội dung. Chính tác giả Takahashi đã nhấn mạnh trong những cuộc phỏng vấn rằng, bà có ý định thay đổi như thế trong Inu Yasha. Mặc dù manga Inu Yasha đã kết thúc, nhưng sự nổi tiếng của nó tại thị trường Nhật Bản và cũng như thế giới vẫn chưa kết thúc. Có thể nói, Inu Yasha hiện nay là một trong những manga thành công nhất, có khả năng sẽ vượt xa Ranma ½.
Với sự rút lui của Kitty Animation, tác giả Takahashi buộc phải tìm một nhà sản xuất mới để thực hiện bộ anime cho tác phẩm Inu Yasha của mình. Và cuối cùng một ứng cử viên sáng giá xuất hiện: Sunrise, nhà sản xuất của loạt anime nổi tiếng Mobile Suit Gundam và cũng là người đã thực hiện rất thành công anime Thám tử lừng danh Conan. So với Kitty Animation, Sunrise thực hiện anime với nội dung bám rất sát cốt truyện của Inu Yasha, mặc dù các nhà làm phim cũng phóng tay "chế tạo" các nhân vật và tình tiết mới. Đến năm 2003, Sunrise tiếp tục cho ra mắt các anime của những truyện ngắn viết bởi Takahashi, nhưng họ lại chú tâm đến các tác phẩm mang tính nghiêm túc hơn và sâu sắc hơn của Takahashi thay vì những truyện ngắn chỉ thuần mang tính hài hước vốn phổ biến với các độc giả của "công chúa manga". Một số truyện ngắn khác của Takahashi cũng được dựng thành anime bởi hãng Tokyo Movie Shinsha (TMS Entertainment), chủ yếu là các truyện trong thập niên 1980. Có điều, đáng tiếc là năm 2004, bộ anime của Inu Yasha đã kết thúc giữa chừng trong khi bộ manga vẫn còn đang tiếp diễn. Nhưng một loạt anime mới nói về phần kết của Inu Yasha đã được thực hiện và sẽ được phát sóng tại Nhật Bản vào tháng 10 năm 2009, hãng Viz Media cũng đã nhanh chóng mua bản quyền của loạt anime mới này.
Vào ngày 30 tháng 7 đến 11 tháng 8 năm 2008, một sự kiện trọng đại khác diễn ra với Takahashi Rumiko. Đó là buổi triển lãm It's a Rumic World kỷ niệm 30 năm kể từ lúc bà cho ra đời tác phẩm lớn đầu tay, Urusei Yatsura, diễn ra tại tòa nhà Matsuya tại quận Ginza, Tokyo. Buổi lễ lớn này tất nhiên có sự tham dự của nhân vật chính: tác giả Takahashi, ngoài ra còn có Yamaguchi Kappei, diễn viên lồng tiếng cho Inu Yasha và Saotome Ranma, bộ đôi diễn viên hài Renaissance cùng với một số nhân vật khách mời khác. Buổi lễ nhanh chóng thu hút đông đảo sự có mặt của các otaku và trở thành một sự kiện lớn trong làng manga cũng như đối với các fan hâm mộ Takahashi. Bản thân Takahashi cũng rất xúc động trong buổi lễ này. Sau khi cắt băng khánh thành với Yamaguchi Kappei, Takahashi phát biểu: "Tôi rất hạnh phúc và biết ơn. Đây là lần đầu tiên tôi được nhìn thấy tất cả các tác phẩm và nhân vật của mình trong cùng một thời điểm. Khi tôi nhìn thấy chúng, những ký ức từ ngày đầu sáng tác truyện tranh quay về." Và khi đứng trước 150 tác phẩm của mình được trưng bày trong buổi lễ bà nói: "Tôi có cảm giác như đang nhìn quyển album ảnh của mình.". Yamaguchi cũng phát biểu rằng anh "rất vui khi thấy nhiều người đến và cảm thấy vô cùng hạnh phúc". Ngoài ra trong buổi lễ còn có phần phỏng vấn "100 câu hỏi - trả lời có và không" dành cho Takahashi về sự nghiệp sáng tác cũng như các mặt khác của tác giả. Đặc biệt, trong buổi lễ kỷ niệm các otaku đã được chứng kiến những hình ảnh đầu tiên của bộ OVA sắp ra lò của Inu Yasha mang tên Kuroi Tessaiga (Thiết Toái nha đen), bộ phim hoạt hình đầu tiên về Inu Yasha do Sunrise sản xuất kể từ khi series anime Inu Yasha kết thúc vào năm 2004.
Đồng thời, trong buổi lễ, Takahashi cũng nói bóng gió về tác phẩm lớn tiếp theo của mình sau Inu Yasha: "Tôi vẫn tiếp tục muốn viết một tác phẩm hài hước, nhưng tôi vẫn chưa có ý tưởng gì.". Tác phẩm này sẽ bắt đầu đăng trên tạp chí Shonen Sunday vào mùa xuân năm 2009. Và, Viz Media sẽ tiếp tục là nhà xuất bản của phiên bản tiếng Anh của tác phẩm mới này. Tập 1 của bản tiếng Anh sẽ ra mắt độc giả trong cùng năm. Đó chính là bộ manga mang tên Kyōkai no Rinne, vừa mới ra mắt độc giả vào ngày 22 tháng 4 năm 2009 trên Shonen Sunday.
Thật vậy, tuy manga Inu Yasha đã kết thúc nhưng quá trình sáng tác của người tạo ra nó vẫn còn có thể tiếp tục trong một thời gian lâu dài nữa. Đến đầu thiên niên kỷ thứ 3, sau hơn 3 thập kỷ hành nghề, Takahashi được coi là vẫn giữ vững phong độ đỉnh cao và càng lúc càng đạt được nhiều thành công hơn nữa. Một điều đáng nói là, vì tình yêu cho manga mà hiện này, Takahashi vẫn độc thân dù "công chúa manga" đã bước qua cái tuổi ngũ tuần. Dù thế dường như bà không hối tiếc về việc này, bởi trong một cuộc phỏng vấn Takahashi đã thổ lộ rằng bà không hối hận về con đường của mình, nếu được chọn lại từ đầu bà vẫn sẽ làm một mangaka. Và có lẽ không otaku nào mong muốn bà "đổi nghề", vì các tác phẩm của bà đã mang lại niềm vui cho hàng triệu người trên toàn thế giới, đó cũng là động lực khiến Takahashi tiếp tục công việc của mình tại bàn vẽ mỗi ngày.

## Phong cách sáng tác

### Xây dựng nhân vật
Trong hai năm dưới sự hướng dẫn của Koike Kazuo, Takahashi Rumiko đã học và hiểu được tầm quan trọng về tính cách đa dạng của các nhân vật. Thầy Kazuo luôn nhấn mạnh: "Linh hồn của truyện tranh là nhân vật... nếu nhân vật được thiết kế tốt thì tác phẩm sẽ rất thành công." Và vì vậy, các nhân vật của bà, từ nam vai chính Ataru Moroboshi trong Urusei Yatsura cho đến một Angela vô tư trong Ichi-Pondo no Fukuin, hầu hết đều mang một tính chất đa dạng mà đặc trưng, phong phú, vui nhộn và không kém phần hấp dẫn dù là nam hay nữ. Đồng thời các nhân vật do Takahashi xây dựng cũng luôn chiếm được sự đồng cảm rất lớn của người đọc. Ví dụ như nhân vật Godai Yusaku trong Mezon Ikkoku: người đọc luôn cảm thấy buồn khi anh thất bại và tuyệt vọng, nhưng lại thật sự vui mừng khi anh đạt được thành công. Độc giả chưa bao giờ cười trên những thất bại của anh. Một ví dụ khác là chàng công tử Mitaka Shun: tác giả Takahashi không thiết kế anh theo mẫu một "công tử bột" đáng ghét như thường lệ, trái lại bà cho Shun một tình yêu chân thành và tha thiết với nhân vật Kyoko, giống hệt như tình cảm của cậu học trò nghèo Godai. Sự tương đồng này khiến độc giả nhận ra rằng: một con người không phải được đánh giá bằng tiền bạc, danh vọng hay sự nghiệp mà chính bằng tình cảm và tâm hồn của anh ta.
Hơn nữa, Takahashi còn có biệt tài tạo ra một lực lượng nhân vật rất đông đảo khiến cốt truyện luôn tươi mới và phong phú. Bà từng thổ lộ rằng đôi khi bà giải quyết tình trạng thiếu hụt ý tưởng bằng cách... thêm nhân vật mới để đem lại "sức sống mới" cho tác phẩm và cũng khiến tác phẩm "đỡ nhàm chán". Đồng thời các nhân vật của bà đều được đặt trong những tình huống đặc biệt mà hiếm có mangaka nào làm được. Và, các nhân vật của bà đều có chung một đặc tính: sự "không hoàn thiện". Theo Rumiko, những nhược điểm trong các nhân vật của bà sẽ mang lại tính hài hước đặc trưng cho câu chuyện, hoặc đem lại sự đồng cảm của độc giả đối với những nhân vật đó. Một điểm giống nhau khác là các nhân vật của Takahashi Rumiko luôn thuộc dạng "trẻ mãi không già", lý do theo Takahashi, đơn giản "vì đó là mangaaaaa...".
Đặc biệt, trong các tác phẩm của mình, Takahashi đã phá tan bức rào chắn của những thành kiến "kỳ thị giới nữ" như kín đáo, yếu ớt, phụ thuộc... mà chúng ta thường thấy trong các shōjo, shōnen manga trước đó. Nhân vật nữ của Takahashi không những mạnh mẽ, thông minh mà còn tràn đầy tự tin và nghị lực; đôi khi cũng táo bạo không thua gì các nam vai chính.
Ngoài ra, hầu hết trong các truyện của bà, vốn không có nhân vật tốt, xấu, mà chỉ là những con người, có tình cảm yêu - giận - oán - hờn - vui - buồn... và đôi khi trở nên kì quái tùy theo tình huống. Riêng trong Inu Yasha, các nhân vật của bà được phân chia theo hai tuyến chính diện và phản diện rất rõ ràng, nhưng trong sâu thẳm nội tâm của các nhân vật phản diện vẫn có những "điểm sáng" khiến cho người đọc đồng cảm. "Ngay cả đối với những nhân vật phản diện, tôi cũng không thể tạo ra một mẫu nhân vật mà tôi thật sự ghét. Khi tạo ra những nhân vật phản diện, tôi suy nghĩ rất nhiều về lý do họ trở nên phản diện, về hoàn cảnh và động cơ của họ. Tôi không thể viết họ theo cách khác.". Những mối quan hệ tình cảm giữa các nhân vật diễn biến nhiều khi rất bất ngờ nhưng cũng rất hợp lý.
Có một điều khá thú vị là, giống như tình tiết và cốt truyện, Takahashi không thật sự thiết kế và dự trù một cách chi tiết về đặc tính nhân vật của mình. Cụ thể là, ban đầu bà chỉ phác họa những nét chính, và "tôi thật sự không biết những đặc tính chi tiết của nhân vật trước khi tôi bắt đầu vẽ". Bà cũng không thật sự tính trước việc mình sẽ tạo ra bao nhiêu nhân vật, mà "trong một loạt truyện nhiều tập, số lượng nhân vật cứ thế mà tăng lên.".
Ngoài ra, những "chuyện tình tay ba" giữa các nhân vật là một điểm đáng chú ý trong phong cách sáng tác của Takahashi Rumiko, như chính bà đã thừa nhận rằng "tôi cảm thấy "chuyện tình tay ba" giống như một phần cơ thể của tôi". Bà cũng tiết lộ: người biên tập viên đầu tiên của bà góp ý "những chuyện tình tay ba là yếu tố hấp dẫn nhất". Giải thích về việc này, Toriyama Akira cho rằng người biên tập viên đầu tiên của một mangaka luôn để lại ảnh hưởng rất lâu dài cho mangaka đó.

### Cốt truyện và tình tiết
Khi xây dựng cốt truyện, Rumiko ít khi tính xa, cụ thể hơn là bà ít khi lập một kế hoạch chi tiết và cụ thể cho cốt truyện của mình mà chỉ đơn giản "thiết kế các nhân vật và các mối quan hệ, sau đó để câu chuyện tự phát triển", và trong quá trình sáng tác "bất thình lình một vài ý tưởng mới xuất hiện". Theo quan điểm của Takahashi, việc buộc các nhân vật của mình đi theo một hướng đã tính sẵn trước đó sẽ khiến một bộ manga mất đi tính hấp dẫn, và "những gì bạn suy nghĩ trong đầu chỉ áp dụng hiệu quả nhất tại thời điểm hiện tại, ngay trước khi bạn thực hiện bước đi tiếp theo", đồng thời việc "bị cưỡng ép bởi kế hoạch quá mức sẽ khiến các nhân vật của bạn không thể hoàn tất tốt vai diễn của mình". Có lẽ điều này đã khiến các tác phẩm của Rumiko có cốt truyện luôn luôn độc đáo, mới mẻ với biết bao bất ngờ, và những diễn biến, tình tiết luôn sống động, tươi mới; chính những điều đó đã góp phần làm nên thành công cho các tác phẩm của Rumiko. Một ví dụ như, Urusei Yatsura có cốt truyện chứa đầy những sự bất ngờ, những "cạm bẫy" khó đoán, luôn đưa người đọc từ ngạc nhiên này tới ngạc nhiên khác.
Một điểm đặc biệt trong các tác phẩm của Rumiko là tính hài hước đặc trưng. Các tác phẩm của Rumiko, dù là thuần hài hước như Ranma hay nghiêm túc như Inu Yasha luôn đem lại cho độc giả những tràng cười sảng khoái. Rumiko từng nhấn mạnh rằng "hài hước" là một thế mạnh trong sáng tác của bà, bà luôn mong độc giả cười khi đọc các tác phẩm của mình. "Tôi muốn viết những tác phẩm hài, vì đó là con đường tốt nhất để nhanh chóng đến được với độc giả. Tôi có một nhiệm vụ phải xem độc giả cười khi họ đọc tác phẩm của tôi. Nếu tác phẩm trở nên nghiêm túc thì rất khó để xác định độc giả có thích hay không. Tôi nghĩ có lẽ tôi chỉ là một đứa trẻ !". Và, các mối quan hệ tình cảm, nhất là tình yêu cũng là một nét chủ đạo trong các tác phẩm của Rumiko. Bà đã nói rằng hài hước và tình cảm là hai đề tài quan trọng trong các tác phẩm của mình.
Rumiko từng băn khoăn về việc: liệu các tác phẩm của bà - nói chung - và các yếu tố hài hước - nói riêng - có phù hợp với thị hiếu của công chúng phương Tây không. "Khi tôi xem các tác phẩm hài của Mỹ - kể cả khi các tình tiết hài hước đã được dịch sang tiếng Nhật - có nhiều lúc tôi cảm thấy bối rối, khó hiểu và nghĩ: A, thì ra người Mỹ có thể cười nhiều hơn trong những trường hợp thế này. Tôi cho rằng những yếu tố như vậy phải xuất hiện trong các tác phẩm của tôi." Tuy nhiên bà vẫn tự tin rằng, những yếu tố hài hước trong các tác phẩm của bà đủ sức để đem lại những tràng cười sảng khoái cho độc giả ở nhiều nền văn hóa khác nhau.
Các tác phẩm của Takahashi thường mang một kết thúc tốt đẹp, thậm chí những tác phẩm có nhiều tình tiết gây nói lên sự đau khổ và khó khăn thì "tất cả sẽ được bù đắp vào một thời điểm nào đó." Bản thân Rumiko thích viết một câu chuyện với kết thúc tốt đẹp: "vì như thế tôi có thể cảm thấy vui với tác phẩm của mình sau khi tôi hoàn thành nó." Theo bà, "manga dành cho thiếu niên nên kết thúc có hậu".

### Phong cách mỹ thuật
Nét vẽ của Rumiko được đánh giá là đơn giản nhưng không kém phần trang nhã; vừa có sự mềm mại dịu dàng của người phụ nữ lại vừa có sự mạnh mẽ, rắn chắc rất nam tính; vừa có sự hiện thực lại có sự phóng đại đặc trưng của truyện tranh. Những nét vẽ của bà đôi khi tưởng như đơn giản nhưng lại chứa đựng vẻ đẹp hết sức tinh tế. Ngoài ra Takahashi còn có khả năng vẽ nên những chi tiết hết sức tinh vi và vô cùng chính xác.
Phong cách mỹ thuật của Rumiko có một sự thay đổi lớn qua thời gian. Ban đầu, nét vẽ của bà còn tương đối thô sơ và có thể thấy rõ ảnh hưởng của một số mangaka đương thời như Tezuka Osamu. Tuy nhiên từ thập niên 1980 trở đi, phong cách mỹ thuật của Rumiko bắt đầu có sự chuyển mình và bà đã tạo ra được những nét đặc trưng khó lẫn với các mangaka khác. Đồng thời, nét vẽ của Rumiko trở nên sắc sảo và chi tiết hơn rất nhiều. Nguyên nhân của việc này, một phần là bà đã có thói quen "vẽ không ngừng" từ ngày còn ở trường phổ thông; một phần khác là do bà đã có thêm một đội ngũ cộng sự tài năng. Có một điều khá đặc biệt là các trợ lý của Rumiko đều là nữ để tránh những chuyện phiền phức xảy ra trong quá trình làm việc. Đội ngũ họa sĩ của Rumiko đã cho xuất bản 100 trang manga mỗi tháng.
Một điều đáng chú ý là các manga của Rumiko hoàn toàn được vẽ và tô màu bằng tay, không hề có sự trợ giúp nào của máy vi tính. Rumiko từng thừa nhận là bà "không hề sở hữu chiếc máy vi tính nào cả".

### Những nguồn ảnh hưởng đến các sáng tác
Dễ thấy nhất, đó chính là văn hóa, lịch sử và con người Nhật Bản truyền thống nói riêng và Á Đông nói chung, nhất là những truyện cổ, thần thoại Nhật Bản. "Tôi luôn muốn đưa vào tác phẩm những chất liệu Nhật Bản, lối sống và suy nghĩ Nhật Bản... kể cả những khái niệm như cảm nhận thoáng qua của bốn mùa.". Tromg một cuộc phỏng vấn, Rumiko cho biết văn hóa và chuyện kể dân gian là một mô-típ chủ đạo, là một nền tảng trong các sáng tác của mình, "thật là dễ dàng khi kết bện lại với nhau những câu chuyện kể mà mọi người đều biết". Điều này có thể thấy rõ ràng trong các tác phẩm như Urusei Yatsura, Một nửa Ranma, Ningyo Shirīzu và Inu Yasha. Một ví dụ nhỏ là, nhân vật Benten trong Urusei Yatsura lấy cảm hứng từ vị thần Benten trong thần thoại Nhật Bản, còn bản thân Urusei Yatsura được mệnh danh là một kho tàng về văn hóa và con người ở xứ sở Mặt trời mọc. Chủ đề về người cá và sự bất tử trong Ningyo Shirīzu cũng là một nét nổi bật trong thần thoại Nhật Bản. Và Inu Yasha cho ta thấy toàn cảnh Nhật Bản vào thời Chiến Quốc, với những phong tục, tập quán, những nét văn hóa, con người Nhật Bản đặc trưng. Một điểm khá thú vị là những cảnh khỏa thân, hoặc những tình tiết liên quan đến khỏa thân trong các tác phẩm của Takahashi cũng liên quan đến một nét văn hóa truyền thống của Nhật Bản. Mặc dù vậy, Rumiko chỉ đơn thuần sử dụng nó để tạo ra những tình huống trớ trêu và hài hước, bà không hề có ý định cho độc giả thấy những con người khỏa thân thật sự.
Đồng thời, những yếu tố văn hóa nước ngoài, chủ yếu là ở Âu Mỹ, và văn hóa hiện đại cũng tác động đến các sáng tác của Takahashi. Đầu tiên những truyện tranh nổi tiếng ở phương Tây như The Hulk, Fantastic Four, Người nhện, Archie cũng ảnh hưởng khá nhiều đến Rumiko: "Khi tôi còn học trung học, tôi rất thích Người nhện... tôi nghĩ rằng truyện tranh Nhật Bản phải cần thêm một cái gì đó, và tôi đưa chúng vào các tác phẩm của tôi.". Một số ý kiến cho rằng các nhân vật Lum, Ataru, Mendo trong Urusei Yatsura có cái gì đó rất giống với Betty, Archie và Reggie trong Archie. Cũng phải kể đến một TV series khá nổi tiếng ở Mỹ trong các năm 1964-1972 là Bewitched, chính nó là nguồn cảm hứng xây dựng nên nhân vật Lum trong Urusei Yatsura. Những phim hoạt hình Âu Mỹ như phim của hãng Disney đã phần nào đó có ảnh hưởng đến bà dù "không thật sự cụ thể". Giải thích thêm, Takahashi dẫn ra ví dụ về việc Tezuka Osamu "xem phim hoạt hình của Disney và tạo nên manga ngày nay" và nói: "Thế hệ chúng tôi đọc những truyện ấy từ nhỏ đến lớn, vì vậy có lẽ tôi nghĩ phần nhiều tôi cũng thuộc trường hợp đó."
Một số nhà văn cũng để lại nhiều ảnh hưởng đến Rumiko. Bà thổ lộ rằng mình rất thích đọc những truyện hài của Tsutsui Yasutaka và, dĩ nhiên, Yasutaka đã ảnh hưởng rất lớn đến phong cách sáng tác của Takahashi. Bà nói: "Tôi từng ước mơ rằng tôi làm được những manga buồn cười như vậy."
Tuy nhiên, trong khi nhiều mangaka khác lấy điện ảnh làm cảm hứng cho các sáng tác của họ, thì "...tôi nghĩ nhiều mangaka rất thích phim điện ảnh, nhưng tôi nghĩ tôi hơi khác, vì một số lý do nào đó. Tôi không thường xuyên xem phim lắm." Đối với Rumiko thì: "Tôi chỉ xem phim để giải trí."
Một điều thú vị là chính tác giả đã thừa nhận: "Tôi không dùng sách báo và tài liệu tham khảo. Khi phác thảo tác phẩm, tôi chỉ ghi chép lại những ý tưởng xuất hiện trong tâm trí tôi. Trong đầu tôi luôn có ý tưởng, nhưng tôi chỉ thật sự tập trung khi ngồi trên bàn vẽ."

## Tác phẩm
Các tác phẩm của Takahashi đa phần đăng trên tạp chí Shonen Sunday, nhưng bà cũng cho đăng manga của mình trên các tạp chí khác như Big Comic Spirits, Young Sunday, BIG GORO, Petit Comics và Heibon Punch. Các đơn hành bản phát hành ở Nhật Bản do Shogakukan đảm trách, còn ở Hoa Kỳ và Canada là do Viz Media đảm nhiệm. Ngoài ra, Rumiko cũng được mời tham gia thiết kế nhân vật cho cho anime Crusher Joe: The Movie và game PS2 Kidou Shinsengumi Moeken.

### Các tác phẩm chính

#### Sáng tác giai đoạn 1978-1987
- Urusei Yatsura (1978-1987): còn được biết tới với cái tên tiếng Anh là Lamu the Invader Girl. Đây là tác phẩm lớn đầu tiên của Takahashi Rumiko và cũng là tác phẩm đem lại danh tiếng cho bà. Câu chuyện bắt đầu từ việc Moroboshi Ataru, một học sinh trung học thích tán tỉnh các cô gái xinh đẹp gặp một tu sĩ kỳ lạ tên Cherry và nhận được lời tiên đoán rằng nếu cậu đi về trên con đường đó thì sẽ gặp một chuyện quái gở và còn xui xẻo gấp trăm lần hiện giờ. Quả nhiên ngay sau đó, cậu đã phải thi đấu với Lum (Lamu trong phiên bản tiếng Anh), một công chúa người ngoài hành tinh. Mặc dù thắng nhưng do một sự nhầm lẫn nho nhỏ mà Lum đã tưởng rằng Ataru muốn lấy mình làm vợ và ngay lập tức cô bám dính lấy Ataru... Cốt truyện và các nhân vật thay đổi khá nhiều, ứng với sự trưởng thành dần lên của ngòi bút Rumiko. Ví dụ Ataru từ một cậu học trò xui xẻo dần biến thành một anh chàng háo sắc. Còn Lum thì ban đầu cô chỉ đóng vai trò một nhân vật phụ, nhưng về sau đã trở thành nhân vật chính. Sau này Takahashi kể lại rằng bà không gặp nhiều khó khăn khi viết Urusei Yatsura, vì nó là một manga hướng đến tầng lớp học sinh và thanh thiếu niên, mà tác giả của nó lúc đó cũng là... thanh thiếu niên.[7] Nhìn chung, Urusei Yatsura là một truyện mang tính chất hài hước điển hình của Rumiko. Chính tác giả đã nói rằng bà muốn người đọc cười khi đọc Urusei Yatsura.[10] Ngoài ra, cốt truyện khó đoán, kịch tính, nhiều "cạm bẫy", nhiều nút thắt, nhiều bất ngờ cũng là một nguyên nhân đem lại sự yêu thích của độc giả cho Urusei Yatsura.[10] Chính Rumiko đã thổ lộ:...tôi không muốn viết truyện theo lối thông thường - tôi muốn độc giả hoàn toàn bất ngờ trước những diễn biến tiếp theo của câu chuyện. Những câu chuyện nên có những "âm mưu phụ" (subplots) liên kết thời điểm khởi đầu với thời điểm cao trào, điều này sẽ khiến độc giả hồi hộp đoán định những sự kiện xảy ra trong các phần tiếp theo. Phải nói là rất khó khăn khi xâu chuỗi tất tần tật những tiểu xảo nhỏ đó lại với nhau."[9]
- Nhà trọ Nhất Khắc (viết theo tiếng Anh là Maison Ikkoku, 1980-1987): tác phẩm lớn thứ hai của Rumiko, sáng tác cùng thời với Urusei Yatsura. Câu chuyện kể về các sự kiện xảy ra tại ngôi nhà trọ Ikkoku, trong đó chủ đạo là chuyện tình lãng mạn giữa Godai Yusaku, một cậu học trò nghèo và lận đận trong chuyện thi cử học hành, với Otonashi Kyoko, một góa phụ trẻ trung xinh đẹp và là người chủ mới của ngôi nhà trọ. Trái với phần nhiều các tác phẩm khác của Rumiko, Mezon Ikkoku không hề có người ngoài hành tinh, võ thuật, yêu quái, bùa chú,... nó đơn giản là một câu chuyện thông thường trong đời sống thực tế của mỗi con người. So với các tác phẩm như Urusei Yatsura hay Một nửa Ranma sau này, rõ ràng Mezon Ikkoku hướng đến một thành phần độc giả lớn tuổi hơn và nó phần nào nghiêm túc hơn.[7] Và cốt truyện của Mezon Ikkoku cũng được sắp xếp khác hơn so với Urusei Yatsura: "Viết Mezon Ikkoku giống như đặt một quả bóng căng trên sợi dây đàn. Tôi phải phát triển cốt truyện theo từng bước, bước sau dựa trên nền tảng của bước trước. Còn Urusei Yatsura giống như đập một quả bóng xuống đất, tôi không biết nó nảy lên như thế nào".[9] Đáng chú ý là Mezon Ikkoku bán chạy hơn Urusei Yatsura rất nhiều (doanh số mỗi tập hơn Urusei Yatsura trung bình tới 80%), nguyên do được giải thích là, so với Urusei Yatsura, các nhân vật trong Mezon Ikkoku tạo được sự đồng cảm rất lớn cho độc giả,[9] họ ít khi cười trên những thất bại của các nhân vật như trong các tác phẩm khác, như Urusei Yatsura. Chính tác giả Rumiko nhấn mạnh: "... điểm khác biệt lớn nhất giữa Mezon Ikkoku và Urusei Yatsura chính là ở việc xây dựng nhân vật. Nhân vật chính trong Urusei Yatsura cơ bản là mẫu người độc giả mong muốn. Trong Mezon Ikkoku, nhân vật chính là mẫu người khiến độc giả thông cảm và, họ thấy có chút gì của mình trong đó.".[9]

#### Sáng tác giai đoạn 1987-1996
- Những câu chuyện về người cá (1984-1994): còn được biết tới với tên tiếng Anh Mermaid Saga. Ningyo Shirīzu là một câu chuyện mà nội dung đã mang tính cách đặc trưng và riêng biệt so với các câu chuyện ảo tưởng khác của Takahashi. Câu chuyện kể về một cặp tình nhân tình cờ mang trong mình cuộc sống bất tử do ăn phải thịt của người cá trong thần thoại. Suốt nhiều thế kỷ, họ luôn truy tìm cách để kết thúc cuộc sống này, tuy bất tử nhưng đầy hỗn tạp và lo lắng. Khác với những tác phẩm thường thấy của bà (hài hước, tình cảm), câu chuyện này có thể nói là thuộc dạng kinh dị và mang sắc thái hơi đen tối, bạo lực, cùng nội dung rất sâu sắc và... khó hiểu.[7] Đối với những độc giả đã quen với các tác phẩm hài truyền thống của Takahashi, Ningyo Shirīzu đúng là một cú sốc. Bản thân tác giả cũng thắc mắc về lý do mình viết Ningyo Shirīzu: "Có lẽ đây là kết quả của một sự hồi hộp phấn chấn của tôi. Tôi cũng không rõ. Thỉnh thoảng tôi nảy ra một số ý tưởng kinh dị.".[9]
- Cú đấm Phúc Âm (1987-2007): còn được biết với tên tiếng Anh là One-Pound Gospel. Cú đấm Phúc Âm đặc biệt ở chỗ có liên quan đến đạo Thiên Chúa trong khi Nhật Bản là một quốc gia nơi Thần đạo và Phật giáo có địa vị ưu thế gần như tuyệt đối.[7] Nữ nhân vật chính, Angela, là một nữ tu sĩ mới đang trong thời gian chuẩn bị thề nguyện và trong thâm tâm cô đã "hiến dâng đời mình cho Chúa". Tuy nhiên Hatanaka Kosaku, một võ sĩ quyền Anh lại đem lòng yêu cô và quyết tâm theo đuổi cô đến cùng. Mặc dù ban đầu Angela chỉ xem Kosaku là một người bạn tốt, nhưng rồi trái tim của cô đã xao động trước nghị lực kiên cường của người võ sĩ trong sự nghiệp cũng như trong tình yêu... Cú đấm Phúc Âm là tác phẩm mà Takahashi viết trong thời gian lâu nhất, lý do chủ yếu là tác giả không viết nó thường xuyên và cho đăng lắt nhắt.
- Một nửa Ranma (1987-1996): hay Ranma ½ là tác phẩm lớn thứ ba của Takahashi Rumiko. Ranma ½ với nhân vật chính, Ranma Saotome, một thiếu niên vừa cứng đầu, ương ngạnh lại rất giỏi võ vừa trở về từ Trung Quốc. Ranma bị rơi xuống "suối con gái chết chìm" nên anh trở thành một con người mang hai giới tính: lúc dội nước lạnh lên Ranma trở thành con gái, lúc dội nước nóng thì Ranma trở lại thành con trai như bình thường. Ranma được hứa hôn từ nhỏ với một trong ba người con gái của gia đình Tendou, sau khi bị ép buộc phải chọn Akane, bí mật của Ranma (cũng như cha của anh) đều bị tiết lộ... Câu chuyện xoay quanh những vấn đề về trường phái, giới tính, và những tình yêu, tình bạn vừa nực cười (cảm tình của Kuno đối với Ranko) lại vừa đáng yêu (Tofu-sensei đối với Kasumi) và trong sáng (Akane và Ranma)... Câu chuyện giữa Ranma và Akane cũng là một sự phá cách lớn của Rumiko, vì tình cảm giữa một thiếu nữ tính tình như con trai với một câu thiếu niên nửa trai nửa gái là chưa thấy bao giờ trong lịch sử manga.[7] Cảm hứng chủ đạo trong Ranma 1/2 quay về tính hài hước đặc trưng như Urusei Yatsura: những trang truyện Ranma luôn đem lại cho độc giả những trận cười sảng khoái. Giống như các tác phẩm lớn khác của Rumiko, Một nửa Ranma cũng nhanh chóng trở nên nổi tiếng và được các độc giả yêu thích. Nguyên do chính là việc Rumiko đã thêm nhiều chi tiết hành động - võ thuật vào tác phẩm. Cụ thể là trong thời điểm này các manga võ thuật như Bảy viên ngọc rồng của Toriyama Akira đang thống trị giới otaku. Rumiko cũng thử đổi mới theo hướng này và bà đã đạt được thành công lớn.[9]

#### Sáng tác giai đoạn 1996-2008
- Inu Yasha (1996-2008): tác phẩm lớn thứ tư của Takahashi Rumiko và cũng là tác phẩm thành công nhất của "công chúa manga". Câu chuyện trong Inu Yasha xoay quanh việc kiếm tìm và tập hợp những mảnh vỡ viên ngọc Tứ Hồn mang đầy quyền năng của Higurashi Kagome, một cô nữ sinh sống trong thời hiện đại và Inu Yasha, một thanh niên nửa người nửa yêu quái sống trong thời Chiến Quốc Nhật Bản cách đó 500 năm. Đây là tác phẩm đem lại một bước ngoặt lớn trong sự nghiệp sáng tác của Takahashi Rumiko và nó mang phong cách khác rất nhiều so với các tác phẩm trước đây. Cảm hứng chủ đạo của các tác phẩm trước là những câu chuyện thường nhật mang đậm chất hài hước đặc trưng của Takahashi, pha chút nhẹ nhàng, lãng mạn trữ tình. Trong khi đó, cốt truyện Inu Yasha mặc dù vẫn chứa những nét hài hước, đặc biệt là những tập đầu, nhưng rồi nó nhanh chóng trở nên rất nghiêm túc, đôi khi hơi đen tối và mang tính bạo lực như Ningyo Shirīzu.[7] Bản thân Takahashi Rumiko đã nhấn mạnh rằng Inu Yasha không phải là một câu chuyện hài hước đơn thuần,[26] "tôi đã hoàn thành hai tác phẩm hài là Urusei và Ranma, vì vậy tôi quyết định thử viết một tác phẩm nghiêm túc hơn.".[21] Và, mặc dù lúc đầu các nhân vật trong Inu Yasha không thiện hay ác rõ ràng giống như các tác phẩm khác, nhưng về sau, đặc biệt với sự xuất hiện của nhân vật Naraku, tuyến nhân vật trong Inu Yasha đã được phân chia thành 2 tuyến chính diện - phản diện rất rõ rệt.[7]  Những đổi mới của Takahashi Rumiko rốt cuộc đã giúp bà tiếp tục nhận được thành công. Inu Yasha hiện nay là một trong những Manga thành công nhất của "công chúa manga", nó đã vượt rất xa so với Ranma 1/2 và các tiền bối khác. Lý do bởi vì Inu Yasha đã kết hợp thành công những ưu điểm của các bậc tiền bối, và từ đó tạo nên thế mạnh riêng độc đáo của mình. Đó là sự táo bạo, mạnh mẽ của Ningyo Shirīzu, với tố chất hài hước đặc trưng của Một nửa Ranma, Urusei Yatsura cũng như những mối quan hệ tình cảm mang tính hài hước nhưng lại vô cùng sâu sắc trong Mezon Ikkoku. Đồng thời, bối cảnh truyện được đặt trong một thời điểm loạn lạc rối ren nhưng Inu Yasha vẫn luôn luôn có một bầu không khí của một câu chuyện thần tiên.[27] Hơn thế nữa nội dung câu chuyện lại chứa đựng rất nhiều ý nghĩa sâu sắc. Đó là tình yêu cuộc sống như của Tezuka Osamu, là khát vọng có được cuộc sống bình thường của Takada Yūzō, là sức mạnh của tình yêu tạo nên những điều kì diệu như của Watase Yuu. Đồng thời, đó cũng là niềm tin vào bản lĩnh và sức mạnh của con người và là tiếng gọi thiết tha của một tình yêu cao đẹp, vượt qua năm thế kỷ cũng như vượt qua mọi rào cản, định kiến về chủng loài, về xã hội...
- Rinne - Cảnh giới luân hồi (2009-2017): xê-ri truyện dài manga mới nhất của Takahashi Rumiko, chương 1 của tác phẩm vừa mới được phát hành trên tạp chí Shonen Sunday vào ngày 22 tháng 4 năm 2009[19][36] và hai tập đơn hành bản của truyện sẽ ra mắt độc giả Nhật Bản vào ngày 16 tháng 10 cùng năm.[37] Cốt truyện của tác phẩm xoay quanh Mamiya Sakura - một cô nữ sinh có khả năng nhìn thấy những hồn ma kể từ sau một lần đi lạc đến âm phủ vào lúc nhỏ - và bạn học của cô, Rokudō Rinne - một thanh niên mang một nửa dòng máu shinigami (Tử thần) có nhiệm vụ dẫn dắt những hồn ma còn quanh quẩn trên thế gian xuống dưới âm phủ để được đầu thai. Manga này đã được Viz Media mua bản quyền, và bản manga tiếng Anh sẽ được phát hành vào ngày 20 tháng 10 năm 2009.[38] Viz cũng đã cho đăng tải các chương manga tiếng Anh trên trang web của họ.[39][40] Viz cũng thông báo rằng Kyōkai no Rinne cũng sẽ là manga đầu tiên được phát hành trong imprint của họ - Shonen Sunday - vào cùng ngày 20 tháng 10 năm 2009.[41]

### Các tác phẩm khác
Xen kẽ với các truyện dài trứ danh của mình, công chúa Manga cũng đều đặn cho ra lò những manga ngắn, chủ yếu dài một chương, một số dài vài chương. Phần lớn truyện ngắn này đã được xếp vào hai tuyển tập Rumic World và Rumic Theatre. Cụ thể, Rumic World bao gồm các truyện ngắn đăng trên Shōnen Sunday và Shōnen Sunday Extra từ năm 1978 đến 1984, còn Rumic Theatre bao gồm tất cả các truyện ngắn của bà đăng từ năm 1978 đến 1994."Rumic" là một cách chơi chữ độc đáo của tác giả, nó được hình thành từ hai chữ đầu trong tên của Takahashi Rumiko "Rumi" (kanji: 留美) và tiếp vĩ ngữ -ic trong tiếng Anh để tạo thành tính từ rumic (viết theo kiểu katakana thì đọc là rumiikku) với nghĩa là "thuộc về Rumiko", "do Rumiko sáng tác".
Takahashi Rumiko cũng hợp tác với các mangaka khác để cho ra lò một số truyện ngắn, ví dụ như bà đã cùng Adachi Mitsuru sáng tác nên truyện ngắn My Sweet Sunday (ra mắt độc giả ngày 16 tháng 3 năm 2009), một tác phẩm kể về sự nghiệp mangaka của cả hai người.

### Chuyển thể
Sáu tác phẩm dài hơi của Takahashi Rumiko đều được chuyển thể thành anime. Trong đó Urusei Yatsura, Một nửa Ranma do Kitty Animation sản xuất, Mezon Ikkoku do Studio Deen thực hiện, Ichi-Pondo no Fukuin do Studio Gallop đảm trách, Ningyo Shirīzu do Tokyo Movie Shinsha (TMS Entertainment) sản xuất, còn Inu Yasha được Sunrise thực hiện. Một số truyện ngắn của bà cũng được Kitty, Sunrise và TMS chuyển thể thành anime, ví dụ Honoo Torippa (Người du hành qua ngọn lửa), Za Sūpāgyaru (Siêu nữ Maris), Warau hyō teki (Mục tiêu cười đùa).
Tác phẩm Mezon Ikkoku sau đó đã được dựng thành ba bộ phim: Mezon Ikkoku - Toki wo Koeru Omoi (1986) do Kitty Animation sản xuất, Mezon Ikkoku Drama (2007) và Mezon Ikkoku: Kanketsuhen (2008) do TV Asashi thực hiện. Còn Ichi-Pondo no Fukuin cũng đã dựng thành một bộ phim truyền hình dài 9 tập và phát sóng lần đầu vào năm 2008 trên kênh NTV.

## Tính cách và cuộc sống riêng
Takahashi Rumiko ngoài đời là một phụ nữ lặng lẽ, đơn giản, e dè, nhưng thân thiện và có sức lôi cuốn. Bà thích các thể loại truyện giống như Mermaid Scar, thích có một vật nuôi như P-chan. Công chúa manga còn là một người hâm mộ văn hóa Trung Hoa và Đông Nam Á. Bà cũng rất thích xem kịch Takarazuka, đọc sách, xem truyện tranh. Một trong những manga ưa thích của Takahashi là truyện tranh Người nhện được chuyển thể sang manga Nhật, vẽ bởi Ono Kosei, Koike và Ikegami Ryoichi. Tuy nhiên Takahashi không thích xem phim. Một trong những món ăn ưa thích của công chúa Manga là mì yakisoba.
Takahashi cũng rất thích đi du lịch, tuy nhiên lịch làm việc căng thẳng của một mangaka ít cho phép bà làm điều đó. Dù sao, ngay sau khi manga Một nửa Ranma kết thúc, bà cũng đã kịp làm một chuyến du lịch ba tuần tới bán đảo Yucatan, México.

## Thành công
Ngay từ những tác phẩm đầu tay vào năm 1977-1978, tài năng của bà đã được mọi người nhìn nhận và Takahashi đã sớm được đánh giá là "ngôi sao" làm chấn động làng manga Nhật Bản. "Chúng tôi biết bà ấy sẽ trở thành họa sĩ chuyên nghiệp. Đó chỉ là vấn đề thời gian. Nét vẽ và cốt truyện của bà có cái gì đó rất đặc biệt" (lời của nữ nhà văn Hikawa Reiko, bạn học của Takahashi ở Gekiga Sojuku). Giải Nghệ sĩ mới (New Artist Award) cùng hai giải thưởng Manga Shogakukan đã chứng minh tài năng cũng như ảnh hưởng to lớn của bà trong làng manga.
Những tác phẩm của Takahashi luôn đạt được những hit cao và thu hút đông đảo các otaku Nhật Bản. Tổng cộng đã có hơn 100 triệu ấn phẩm bán ra tại Nhật Bản và 170 triệu ấn phẩm trên toàn thế giới. Doanh số của Một nửa Ranma bán ra tính đến tập 4 đã lên tới 4 triệu bản, và khi tập 4 được phát hành lần đầu thì tập 1 đã bán hết veo. Tập 5 thì bán ra được tới 1 triệu bản trong vòng chưa đầy một tháng. Bộ đĩa laser Urusei Yatsura toàn tập, giá đến 2600 USD một bộ, nhưng sau một tuần tung ra thị trường đã hết nhẵn. Mezon Ikkoku còn thành công hơn, doanh số của nó hơn Urusei Yatsura đến 80%. Fan club của Urusei Yatsura có thời điểm đã có tới 25 vạn thành viên. Vì vậy, không ngạc nhiên khi Takahashi là một trong những mangaka có thu nhập cao nhất, năm 2004 số thuế thu nhập của bà đã lên tới 142,7 triệu yên Nhật (1,3 triệu USD).
Manga và anime của Takahashi Rumiko không chỉ thành công ở Nhật Bản mà còn thành công ở các nước khác, không chỉ ớ phương Đông mà cả ở Hoa Kỳ, các nước phương Tây và các nước châu Mỹ Latinh. Một điều đặc biệt là mặc dù trong các manga của Takahashi có chứa rất nhiều chi tiết văn hoá truyền thống Nhật Bản xa la với văn hoá Âu Mỹ, nhưng điều này không hề ảnh hưởng đến số hit của các tác phẩm của Takahashi. Theo Animerica, "Kể từ lần đầu tiên Viz cho phát hành Urusei Yatsura khoảng 5 năm trước, rất nhiều công ty đã cho xuất bản một loạt các manga Nhật Bản bằng tiếng Anh. Một số bán rất chạy... trong số đó, tác phẩm của bà (Takahashi) trở nên phổ biến nhất...". Giải thưởng Inkpot Award tại Hội nghị Truyện tranh San Diego năm 1994 là biểu hiện của sự thành công này.
Takahashi Rumiko không chỉ nổi tiếng về tài năng của mình. Ở Nhật Bản bà còn được biết đến là một người phụ nữ lặng lẽ, ít khi tiếp xúc với báo chí và, đặc biệt, bà còn là một mangaka giữ uy tín tuyệt đối trong công việc. Bà nói: "Cách tốt nhất để tránh được thảm họa trễ hẹn là phải hoàn tất công việc càng sớm càng tốt. Lúc đó những biên tập báo sẽ không phải tới gõ cửa làm phiền bạn nữa, và bạn có thể sống một cuộc sống yên ổn. Tôi thường cố gắng làm xong sớm công việc, và tôi đã giành được một khoản thời gian kha khá cho bản thân mình...". Đánh giá về Takahashi, Frederik Schodt, tác giả của quyển sách nổi tiếng Manga! Manga! The World of Japanese Comics (Nhà xuất bản Kodansha 1986) nói: "Tôi không tìm thấy bất cứ điểm yếu nào của bà ấy. Thực tế, những người tôi biết đã từng gặp bà ấy đều bị bà ấy quyến rũ."
Nhận được nhiều lời ngợi khen như vậy, nhưng Takahashi Rumiko vẫn tỏ ra khiêm tốn. Bà tâm sự:
| “ | Tôi chỉ tạo ra những gì khiến cho người đọc dễ hiểu. Tôi không định tạo ra những cái mà chưa ai có. | ” |
| — | |   |

| “ | Tôi nghĩ rằng truyện của tôi chỉ để mọi người đọc và cười một cách sảng khoái, đối với tôi thế là quá đủ. Có lẽ cũng có những ẩn ý gì đó trong truyện của tôi... nhưng tôi không phải là một nhà văn. Một chủ đề xuyên suốt các truyện của tôi, hoặc ít ra là cái mà tôi đang cố hướng tới, đó chính là mọi người nên yêu thương lẫn nhau. Vì vậy, nếu mọi người đọc truyện của tôi rồi nghĩ rằng bạn bè thật quan trọng, chúng ta không nên làm những điều không phải với họ... nếu mọi người có được những cảm nghĩ như vậy sau khi đọc truyện của tôi, thế là quá đủ. Nếu mọi người trở nên trầm tĩnh hơn trong cuộc sống sau khi đọc truyện của tôi, điều đó thật sự đã khiến tôi mãn nguyện lắm rồi. Đó là những gì giá trị nhất mà tôi nhận được khi tôi cống hiến cuộc đời mình cho công việc này. | ” |
| — | |   |

Takahashi luôn nhắc đi nhắc lại một câu: "Mong ước cả đời tôi là được viết truyện. Tôi không hề mong đợi sẽ thay đổi được thế giới." Và câu trả lời của trang Anime Academy là: "Xin lỗi Rumiko nhưng đã quá muộn! Bà đã làm được điều đó mất rồi !"

## Giải thưởng
- Giải thưởng New Artist Award năm 1978.
- Giải thưởng manga Shogakukan lần thứ 26 vào năm 1980 (dành cho tác phẩm Urusei Yatsura).
- Giải thưởng Tinh vân (星雲賞 Seiunshō?) lần thứ 18 năm 1987 (dành cho tác phẩm Urusei Yatsura).[45]
- Giải thưởng Tinh vân (星雲賞 Seiunshō?) lần thứ 20 năm 1989 (dành cho tác phẩm Ningyo Shirīzu).[45]
- Giải thưởng Inkpot năm 1994
- Giải thưởng manga Shogakukan lần thứ 47 vào năm 2002 (dành cho tác phẩm Inu Yasha).